# Trelew
Trelew – miasto w Argentynie leżące w prowincji Chubut. Według spisu z roku 2009 miasto liczyło 134 547 mieszkańców.
Miasto Trelew założone zostało w roku 1886.